# Koehler Nunatak
Koehler Nunatak är en nunatak i Antarktis. Den ligger i Västantarktis. Inget land gör anspråk på området. Toppen på Koehler Nunatak är 661 meter över havet.
Terrängen runt Koehler Nunatak är platt. Trakten är obefolkad. Det finns inga samhällen i närheten.